# Rio Cajupiranga
Rio Cajupiranga är ett vattendrag i Brasilien.   Det ligger i delstaten Rio Grande do Norte, i den östra delen av landet, 1 800 km nordost om huvudstaden Brasília.
Omgivningarna runt Rio Cajupiranga är en mosaik av jordbruksmark och naturlig växtlighet.